# SK Köniz Bubenberg
SK Köniz Bubenberg, pełna nazwa Schachklub Köniz Bubenberg, występujący wcześniej jako ASK Bubenberg-Köniz – szwajcarski klub szachowy z siedzibą w Köniz, dwukrotny zwycięzca Bundesligi.

## Historia
Klub został założony 29 czerwca 1964 roku. W 1966 roku rozpoczął rozgrywki ligowe, uczestnicząc w 2. Regionallidze. W roku 1972 zespół zajął pierwsze miejsce i po zwycięstwie 3:2 w barażach z Basel Post uzyskał awans. W 1978 roku klub awansował do Bundesligi. W roku 1980 zespół został mistrzem Bundesligi. Skład drużyny stanowili wówczas Hansjürg Kaenel, V. Vulevic, Bernhard Mayer, Robert Chaleyrat, Peter Villanyi, Ruedi Gautschi, René Finger, Gottard Gottardi i Herbert Bornand. W 1982 roku klub po raz drugi wygrał Bundesligę, a dwa lata później przegrał mecz o mistrzostwo z ASK Winterthur. Sześć lat później zespół spadł z ligi, a w 1989 roku ponownie awansował do Bundesligi. W roku 1992 nastąpił ponowny spadek, po czym klub grał w 1. oraz 2. Regionallidze. W 2000 roku zespół rozpoczął rozgrywki w mistrzostwach Schweizerische Mannschaftsmeisterschaft (SMM), rozpoczynając od 3. Ligi. W 2004 roku klub został przesunięty do 2. Ligi. W późniejszych latach zespół występował w 2. i 3. Lidze.